# Erythrotherium
Erythrotherium — вимерлий рід базальних форм ссавців від пізнього тріасу до нижньої юри. Він споріднений морганукодону. Зареєстровано лише один вид, Erythrotherium parringtoni, з Ред Бедс, Стормбергської групи, Мафетенг, Верхнього Елліота та Кларенса з Лесото та Південної Африки.
Єдина щелепа еритротерію була знайдена в матриці, що оточує скам'янілість динозавра, людиною, яка готувала динозавра, містером К. Гоу.